# 1966年アメリカグランプリ
1966年アメリカグランプリ (1966 United States Grand Prix) は、1966年のF1世界選手権第8戦として、1966年10月8日にワトキンズ・グレン・グランプリコースで開催された。
アメリカグランプリの開催は9回目（1908年から1916年まで断続的に開催されていたアメリカン・グランド・プライズ (American Grand Prize) を含めると16回目）で、ワトキンズ・グレンでの開催は6回目である。レースは全長3.78 km (2.35 mi)のコースを108周する408.2 km (253.6 mi)の距離で行われた。
イギリス出身のジム・クラークがロータス・43で優勝し、通算20勝目を挙げた。オーストリア出身のヨッヘン・リントが2位、イギリス出身のジョン・サーティースが3位と、表彰台の残りの2つはクーパー・T81を走らせるクーパー勢が占めた。
ブラバム勢はともにリタイアに終わったが、ロレンツォ・バンディーニのフェラーリ・312もエンジントラブルでリタイアに終わったため、最終戦メキシコグランプリを待たずにブラバムのコンストラクターズチャンピオンが決定した。ジャック・ブラバムは、自身のチームでダブルタイトルを獲得した最初の（そして唯一の）ドライバーとなった。

## レース概要
1966年はほとんどのチームが新しい3リッター規定への対応に苦労したが、ジャック・ブラバムはそれに対応したシンプルで軽量なマシンであるブラバム・BT19でチャンピオンを獲得した。それはブラバムの3度目のドライバーズタイトルであり、そして自身のチームでチャンピオンを獲得した最初のドライバーとなった。しかし、本レースは強力だが信頼性の低いBRMのH16エンジンを搭載したロータスのジム・クラークが、ワトキンス・グレンで初優勝を飾った。ロレンツォ・バンディーニとブラバムがリタイアした後にリードを奪い、クーパーのヨッヘン・リントを抑えてトップでチェッカーフラッグを受け、不運なH16エンジンの唯一の勝利を記録した。そしてF1史上最多気筒数エンジンによる優勝でもあった。

この年、ワトキンス・グレン・グランプリ・コーポレーションは従来のスターティングマネーのシステムから脱却し、エントリーされた20台に対し2,800ドル、優勝者には20,000ドルの賞金が与えられた。賞金総額102,400ドルはF1世界選手権の中で最も高額で、優勝賞金は他のすべてのレースの優勝賞金を合計した金額よりも多かった！ レースの責任者を務めるキャメロン・アーゲットシンガーは、「当時、10万ドルは魔法の数字だった」「アメリカのスポーツファンに『ビッグリーグ』と呼ばれる数字だった」と語った。ヨーロッパのチームマネージャーやオーナーたちがこの取り決めを熱心に受け入れたことは、レースミーティングをどのように促進するかという点で、グランプリの確立に大きな哲学的変化をもたらした。

この賞金制度により完走が2つの意味で重要なものとなり、クラークはBRMのH16エンジンでいかに速く走れるかを見つけるまで、より信頼性が高い2リットルのクライマックスV8エンジンを使おうと考えた。バンディーニのフェラーリ・312（3バルブV12）は、グレンで初めて120 mph (190 km/h)の壁を超える1分08秒67をマークした。金曜に1分09秒を下回ったのはバンディーニの他、ジョン・サーティースとグラハム・ヒルの2人のみだった。
土曜日のセッション終了間際にブラバムが1分08秒42を出し、ポールポジションを獲得した。クラークは1分08秒53で2番手とフロントローを得た。クラークは自己ベストを出した直後に背後で異音を聞き、ピットへ戻りマシンを止めると、H16エンジンの排気口からオイルが漏れていた。BRMは予備のH16エンジンを提供した。ロータスのメカニックは夜間に新しいエンジンをクラークのマシンに搭載した。
日曜日は涼しく乾燥し、制作の最終段階にあった映画「グラン・プリ」のジョン・フランケンハイマー監督、俳優のジェームズ・ガーナー（主役のピート・アロン役）、三船敏郎（矢村役）、ジェシカ・ウォルター（パット・ストッダード役）らを含めた75,000人の観衆が詰めかけた。クラークはレース開始1時間前になってもクライマックスとBRMのどちらのエンジンを使うか決めかねていたが、最終的にBRMの予備のH16エンジンを搭載した43を選択した。しかしそれもまた、ウォームアップを始める前にオイルがダミーグリッドに漏れていたので、メカニックが締め付け作業を行った。レースが始まると、バンディーニが2列目から好スタートを決めてトップに立ち、クラーク、リッチー・ギンサー、ブラバム、サーティース、ジャッキー・スチュワート、ヒル、デニス・ハルムの順に続いた。
ギンサーはギアボックスの不調ですぐに後退したが、ブラバムは調子を取り戻して順位を上げ、4周目の「ザ・90」でクラークを抜き、10周目にバンディーニを抜いてトップに立った。サーティースもクラークを抜いて3位に浮上しブラバムとバンディーニを追うが、16周目にクラークのチームメイトであるピーター・アランデルが周回遅れになろうとしていた。ブラバムとバンディーニは「ザ・90」でアランデルを周回遅れにしたが、サーティースは抜けず後ろにとどまった。彼はホームストレートでアランデルを捉え、再びエセスでオーバーテイクを試みたが、両者は接触してコースアウトを喫し、芝生を横切ってコースへ戻りピットへ向かった。サーティースはアランデルに抗議するためにロータスのピットへ向かうが、ロータスのメカニックに制止された。そこで数分を無駄にした後、彼は2周半遅れの13位で復帰した。

20周目にバンディーニはブラバムからリードを取り戻して差を広げていくが、34周目にエンジンブローを起こしてリタイアし、ブラバムはクラークを大きくリードした。一方、サーティースはアランデルとの接触の件でまだ怒りが収まらなかったが、トラック上で最速のマシンであった。彼は遅れを1周取り戻し、31周目にはファステストラップを記録した。レースが半分を過ぎた56周目にブラバムのエンジンもブローした! クラークは自分がトップに立ったことに驚いた。クラークはリントを1分近くリードしていた。サーティースはその後も猛追を見せて2周遅れを挽回し、ブルース・マクラーレンとジョー・シフェールを抜いて3位に浮上した。

クラークは残りの周回で無理をせず、BRMのH16エンジンに初めての（そして唯一の）勝利をもたらした。リントは28.5秒後に燃料切れで失速し、最終ラップを終えるのに2分以上を要したが、首位クラークのラップタイムの2倍以上だったためカウントされなかった。彼は3位となったチームメイトのサーティースと同一ラップで2位を守った。クラークがグレンで初勝利を挙げ、ヒルのグレンでの連勝を3でストップさせたが、BRMエンジンは4年連続でアメリカGPを制した。
ホンダはロニー・バックナム用のRA273が完成してようやく2台体制を敷けた。ギンサーは規定周回数不足、バックナムは21周目に7位まで順位を上げたが、排気管の破損でリタイアに終わった。パワーは他車より高かったものの、まだ熟成が不足していた。

## エントリーリスト
| チーム                                     | No. | ドライバー               | コンストラクター | シャシー | エンジン                    | タイヤ |
| ------------------------------------------ | --- | ------------------------ | ---------------- | -------- | --------------------------- | ------ |
| チーム・ロータス                           | 1   | ジム・クラーク           | ロータス         | 43       | BRM P75 3.0L H16            | F      |
| チーム・ロータス                           | 2   | ピーター・アランデル     | ロータス         | 33       | クライマックス FWMV 2.0L V8 | F      |
| チーム・ロータス                           | 11  | ペドロ・ロドリゲス       | ロータス         | 33       | BRM P60 1.9L V8             | F      |
| オーウェン・レーシング・オーガニゼーション | 3   | グラハム・ヒル           | BRM              | P83      | BRM P75 3.0L H16            | D      |
| オーウェン・レーシング・オーガニゼーション | 4   | ジャッキー・スチュワート | BRM              | P83      | BRM P75 3.0L H16            | D      |
| ブラバム・レーシング・オーガニゼーション   | 5   | ジャック・ブラバム       | ブラバム         | BT20     | レプコ 620 3.0L V8          | G      |
| ブラバム・レーシング・オーガニゼーション   | 6   | デニス・ハルム           | ブラバム         | BT20     | レプコ 620 3.0L V8          | G      |
| クーパー・カー・カンパニー                 | 7   | ジョン・サーティース     | クーパー         | T81      | マセラティ 9/F1 3.0L V12    | D      |
| クーパー・カー・カンパニー                 | 8   | ヨッヘン・リント         | クーパー         | T81      | マセラティ 9/F1 3.0L V12    | D      |
| クーパー・カー・カンパニー                 | 21  | モイセス・ソラーナ 1     | クーパー         | T81      | マセラティ 9/F1 3.0L V12    | D      |
| スクーデリア・フェラーリ SpA SEFAC         | 9   | ロレンツォ・バンディーニ | フェラーリ       | 312/66   | フェラーリ 218 3.0L V12     | F      |
| バーナード・ホワイト・レーシング           | 10  | イネス・アイルランド     | BRM              | P261     | BRM P60 1.9L V8             | F      |
| ホンダ・R&D・カンパニー                    | 12  | リッチー・ギンサー       | ホンダ           | RA273    | ホンダ RA273E 3.0L V12      | G      |
| ホンダ・R&D・カンパニー                    | 14  | ロニー・バックナム       | ホンダ           | RA273    | ホンダ RA273E 3.0L V12      | G      |
| アングロ・アメリカン・レーサーズ           | 15  | ダン・ガーニー           | イーグル         | T1G      | ウェスレイク 58 3.0L V12    | G      |
| アングロ・アメリカン・レーサーズ           | 16  | ボブ・ボンドゥラント     | イーグル         | T1F      | クライマックス FPF 2.8L L4  | G      |
| ブルース・マクラーレン・モーターレーシング | 17  | ブルース・マクラーレン   | マクラーレン     | M2B      | フォード 406 3.0L V8        | F      |
| レグ・パーネル・レーシング                 | 18  | マイク・スペンス         | ロータス         | 25       | BRM P56 2.0L V8             | F      |
| R.R.C. ウォーカー・レーシングチーム        | 19  | ジョー・シフェール       | クーパー         | T81      | マセラティ 9/F1 3.0L V12    | D      |
| アングロ・スイッセ・レーシングチーム       | 22  | ヨアキム・ボニエ         | クーパー         | T81      | マセラティ 9/F1 3.0L V12    | F      |
| ソース:                                    |     |                          |                  |          |                             |        |

追記
- ^1 - マシンが準備できず[5]

## 結果

### 予選
| 順位    | No. | ドライバー               | コンストラクター        | タイム  | 差    | グリッド |
| ------- | --- | ------------------------ | ----------------------- | ------- | ----- | -------- |
| 1       | 5   | ジャック・ブラバム       | ブラバム-レプコ         | 1:08.42 | -     | 1        |
| 2       | 1   | ジム・クラーク           | ロータス-BRM            | 1:08.53 | +0.11 | 2        |
| 3       | 9   | ロレンツォ・バンディーニ | フェラーリ              | 1:08.57 | +0.15 | 3        |
| 4       | 7   | ジョン・サーティース     | クーパー-マセラティ     | 1:08.73 | +0.31 | 4        |
| 5       | 3   | グラハム・ヒル           | BRM                     | 1:08.87 | +0.45 | 5        |
| 6       | 4   | ジャッキー・スチュワート | BRM                     | 1:09.17 | +0.75 | 6        |
| 7       | 6   | デニス・ハルム           | ブラバム-レプコ         | 1:09.28 | +0.86 | 7        |
| 8       | 12  | リッチー・ギンサー       | ホンダ                  | 1:09.37 | +0.95 | 8        |
| 9       | 8   | ヨッヘン・リント         | クーパー-マセラティ     | 1:09.63 | +1.21 | 9        |
| 10      | 11  | ペドロ・ロドリゲス       | ロータス-BRM            | 1:10.40 | +1.98 | 10       |
| 11      | 17  | ブルース・マクラーレン   | マクラーレン-フォード   | 1:10.57 | +2.15 | 11       |
| 12      | 18  | マイク・スペンス         | ロータス-BRM            | 1:10.73 | +2.31 | 12       |
| 13      | 19  | ジョー・シフェール       | クーパー-マセラティ     | 1:10.97 | +2.55 | 13       |
| 14      | 15  | ダン・ガーニー           | イーグル-ウェスレイク   | 1:11.03 | +2.61 | 14       |
| 15      | 22  | ヨアキム・ボニエ         | クーパー-マセラティ     | 1:11.40 | +2.98 | 15       |
| 16      | 16  | ボブ・ボンドゥラント     | イーグル-クライマックス | 1:12.40 | +3.98 | 16       |
| 17      | 10  | イネス・アイルランド     | BRM                     | 1:12.63 | +4.21 | 17       |
| 18      | 14  | ロニー・バックナム       | ホンダ                  | 1:12.70 | +4.28 | 18       |
| 19      | 2   | ピーター・アランデル     | ロータス-クライマックス | No Time | -     | 19       |
| ソース: |     |                          |                         |         |       |          |

### 決勝
| 順位    | No. | ドライバー               | コンストラクター        | 周回数 | タイム/リタイア原因 | グリッド | ポイント |
| ------- | --- | ------------------------ | ----------------------- | ------ | ------------------- | -------- | -------- |
| 1       | 1   | ジム・クラーク           | ロータス-BRM            | 108    | 2:09:40.11          | 2        | 9        |
| 2       | 8   | ヨッヘン・リント         | クーパー-マセラティ     | 107    | 燃料切れ            | 9        | 6        |
| 3       | 7   | ジョン・サーティース     | クーパー-マセラティ     | 107    | +1 Lap              | 4        | 4        |
| 4       | 19  | ジョー・シフェール       | クーパー-マセラティ     | 105    | +3 Laps             | 13       | 3        |
| 5       | 17  | ブルース・マクラーレン   | マクラーレン-フォード   | 105    | +3 Laps             | 11       | 2        |
| 6       | 2   | ピーター・アランデル     | ロータス-クライマックス | 101    | +7 Laps             | 19       | 1        |
| Ret     | 10  | イネス・アイルランド     | BRM                     | 96     | オルタネーター      | 17       |          |
| NC      | 12  | リッチー・ギンサー       | ホンダ                  | 81     | 規定周回数不足      | 8        |          |
| Ret     | 18  | マイク・スペンス         | ロータス-BRM            | 74     | イグニッション      | 12       |          |
| Ret     | 14  | ロニー・バックナム       | ホンダ                  | 58     | エンジン            | 18       |          |
| NC      | 22  | ヨアキム・ボニエ         | クーパー-マセラティ     | 57     | 規定周回数不足      | 15       |          |
| Ret     | 5   | ジャック・ブラバム       | ブラバム-レプコ         | 55     | エンジン            | 1        |          |
| Ret     | 4   | ジャッキー・スチュワート | BRM                     | 53     | エンジン            | 6        |          |
| Ret     | 3   | グラハム・ヒル           | BRM                     | 52     | ディファレンシャル  | 5        |          |
| Ret     | 9   | ロレンツォ・バンディーニ | フェラーリ              | 34     | エンジン            | 3        |          |
| Ret     | 6   | デニス・ハルム           | ブラバム-レプコ         | 18     | エンジン            | 7        |          |
| Ret     | 11  | ペドロ・ロドリゲス       | ロータス-BRM            | 13     | スターターリング    | 10       |          |
| Ret     | 15  | ダン・ガーニー           | イーグル-ウェスレイク   | 13     | クラッチ            | 14       |          |
| DSQ     | 16  | ボブ・ボンドゥラント     | イーグル-クライマックス | 5      | 失格（押しがけ）    | 16       |          |
| ソース: |     |                          |                         |        |                     |          |          |

ファステストラップ
- ジョン・サーティース - 1:09.67 (31周目)

ラップリーダー
- 1-9=バンディーニ、10-19=ブラバム、20-34=バンディーニ、35-55=ブラバム、56-108=クラーク
- 周回数: クラーク - 53周、ブラバム - 31周、バンディーニ - 24周

## 第8戦終了時点のランキング
|         | 順位 | ドライバー           | ポイント |
| ------- | ---- | -------------------- | -------- |
|         | 1    | ジャック・ブラバム   | 39       |
|         | 2    | ヨッヘン・リント     | 22 (24)  |
| 1       | 3    | ジョン・サーティース | 19       |
| 1       | 4    | グラハム・ヒル       | 17       |
| 5       | 5    | ジム・クラーク       | 16       |
| ソース: |      |                      |          |

|         | 順位 | コンストラクター    | ポイント |
| ------- | ---- | ------------------- | -------- |
|         | 1    | ブラバム-レプコ     | 40 (43)  |
|         | 2    | フェラーリ          | 31 (32)  |
| 1       | 3    | クーパー-マセラティ | 24 (26)  |
| 1       | 4    | BRM                 | 22       |
| 1       | 5    | ロータス-BRM        | 13       |
| ソース: |      |                     |          |

- 注:  トップ5のみ表示。ベスト5戦のみがカウントされる。ポイントは有効ポイント、括弧内は総獲得ポイント。